# Parafia Podwyższenia Krzyża Świętego w Drożkowie
Parafia Podwyższenia Krzyża Świętego w Drożkowie – parafia rzymskokatolicka, terytorialnie i administracyjnie należąca do diecezji zielonogórsko-gorzowskiej, do dekanatu Żary, erygowana 29 września 1979. W parafii posługują księża diecezjalni. 